# Bisam

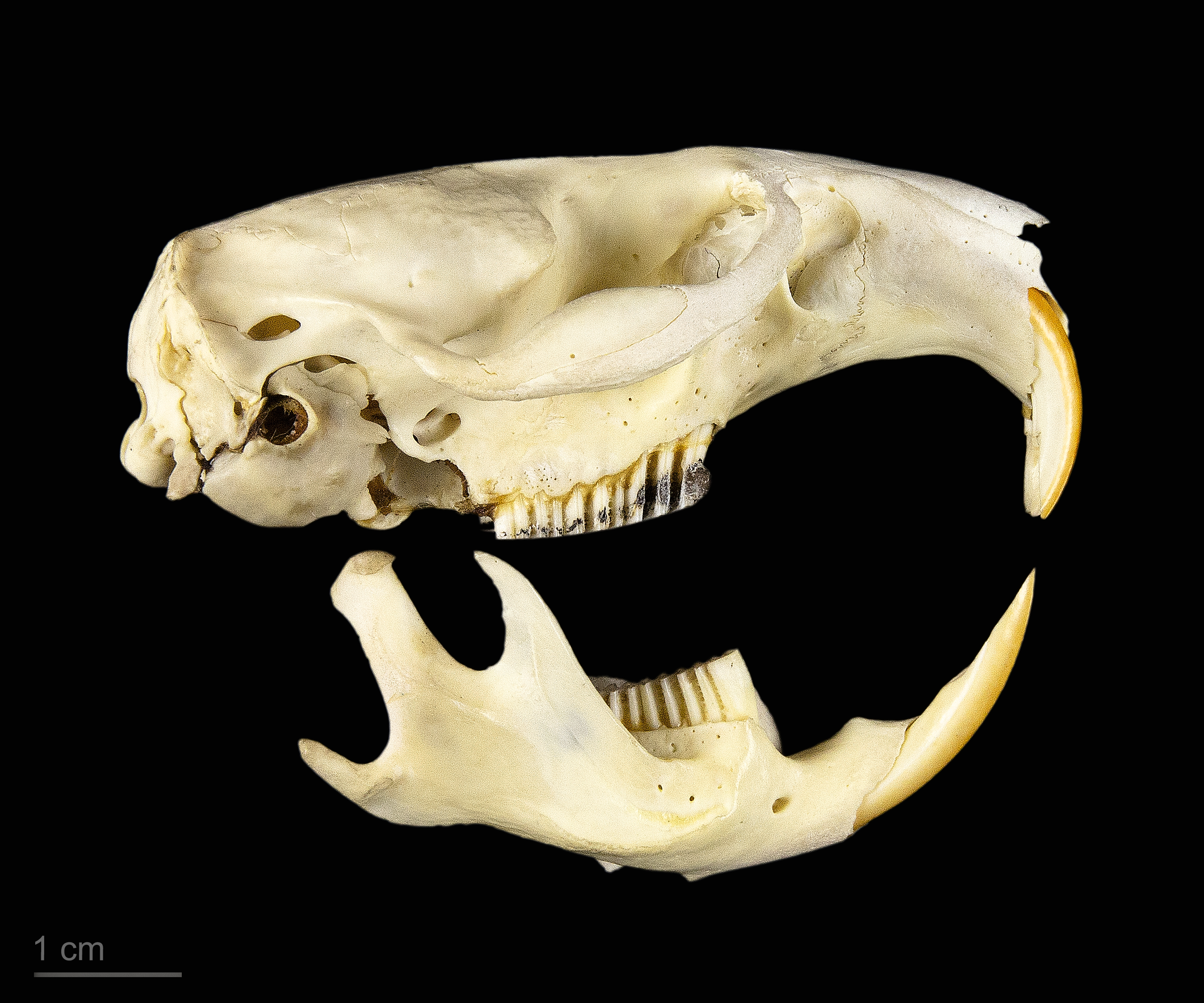
Ondatra zibethicus

Bisam (Ondatra zibethicus), även kallad bisamråtta, är en sork som hör till familjen hamsterartade gnagare. I jaktkretsar kan den även benämnas myskråtta eller småbäver.
Det vetenskapliga släktnamnet Ondatra är ett namn för arten i ursprungsområdet.

## Utseende
Bisam har brun vattenavstötande päls, simhud på bakfötterna och en naken svans, som är tillplattad från sidorna. Kroppslängden är 30–40 cm, svanslängden 20–28 cm och vikten upp till 2 kg.
Huvudet kännetecknas av en kort nos, små ögon och avrundade öron som delvis är gömda i pälsen. Gnagarens bakfötter är större än framfötterna och tårna är delvis sammanlänkade med simhud. Svansen är främst täckt med fjäll. På den nedre kanten förekommer korta hår. Artens framtänder saknar rot och de har inga rännor på ytorna. Molarerna är däremot utrustade med tandrötter. Tandformeln är I 1/1 C 0/0 P 0/0 M 3/3, alltså 16 tänder. Pälsen kan vara silvergrå, rödbrun eller svartaktig och hos ett fåtal individer även vit. På undersidan förekommer oftast något ljusare päls. Förutom könsorganen har hannar och honor samma utseende.

## Utbredning
Bisam härstammar från Kanada, USA och delar av norra Mexiko. Den saknas i Florida där Floridavattenråttan fyller dess ekologiska nisch. Arten har spridits sig över stora delar av Eurasien under 1900-talet genom inplantering och flykt från pälsfarmer.

### Förekomst i Sverige och Finland
Första inplanteringen i Sverige av bisam skall ha skett 1944 i biflöden till Torne älv, i strid mot gällande lagstiftning, enligt Kai Curry-Lindahl; även andra experter talar om ett första svenskt uppträdande kring 1945. Andra källor anser att denna inplantering misslyckades och menar att arten invandrat spontant omkring 1950 från Finland. Den har sedan spridit sig längs med Norr- och Västerbottenkusten. Svenska jägarförbundet har på uppdrag av Naturvårdsverket ansvar för att bekämpa bisam söder om Höga Kusten.
I Finland har arten observerats från hela landet, dock mera sällan längst i norr. Den betraktas som en väletablerad, invasiv art, och omfattas av den nationella strategin för främmande arter.

## Ekologi
Bisam lever i sjöar, lugna åar och kustnära havsområden. Den bygger gärna bäverliknande hyddor på grunt vatten, men kan även gräva gångar i strandbrinken. Bisam kan åtminstone vintertid även uppehålla sig i bäverhyddor, och i vissa fall deltar båda arterna i hyddans vidmakthållande. Den simmar utmärkt med hjälp av svansen och kan vara under vatten i 20 min. Bisam äter framför allt vattenväxter, men kan också ta musslor, grodor, kräftor, fågelungar och mindre sköldpaddor där sådana finnes. Den äter också as, även döda artfränder. Bisam är tystlåten, men kan vid fara klatscha med svansen på bävervis. Ungarna ger ett pipande ljud ifrån sig.
Gnagaren simmar vanligen med en hastighet av 1,5 till 5 km/h och den kan simma baklänges. Sumpbävrar sitter ibland på bisamråttans hydda för att äta och de lämnar dessutom avföring där.

### Fortplantning
Honan kan få en till tre kullar per år, fler ju längre söderut den lever. Varje kull har vanligtvis sex till åtta nakna, blinda ungar, som blir självständiga vid en månads ålder. Som för många sorkar varierar populationen starkt mellan olika år. En bisam kan bli upp till fyra år.
Bisam parar sig vanligen efter första vintern för första gången men undantag registreras ibland. Under parningstiden etablerar exemplar som lever i samma område en hierarki. Svagare individer trängs ut och de faller oftare offer för rovlevande djur. Ibland dödas en individ under striden och i vissa fall dokumenterades kannibalism.

### Predatorer
Bisam är bytesdjur åt flera rovdjur som mink och räv, speciellt när tillgången på smågnagare är låg.

## Bisam och människan
Bisamråttans skinn kommer till användning inom pälsindustrin. Skinnen är ljusbruna till rödgrå och har en svag myskartad doft. Buksidan är gråaktig och längs ryggsidans mittlinje är stickelhåren mörkare och längre, medan bottenullen är lösare och tunnare. Benämningen bisamskinn används ibland även för skinn av en vattenråtta som finns i Sibirien.
I Nordamerika såldes bisamskinn under 1980-talet för cirka 6 dollar per styck och den årliga omsättningen var omkring 1 miljon dollar.
I Sverige är bisam tillåten att jaga året runt. Svenska jägarförbundet uppskattar den svenska avskjutningen till 500–2 000 individer per år.